# Acacia mollifolia
Acacia mollifolia är en ärtväxtart som beskrevs av Joseph Henry Maiden och Blakeley. Acacia mollifolia ingår i släktet akacior, och familjen ärtväxter. Inga underarter finns listade i Catalogue of Life.